# Cassine paniculata
Cassine paniculata là một loài thực vật có hoa trong họ Dây gối. Loài này được (Wight & Arn.) Lobr.-Callen mô tả khoa học đầu tiên năm 1975.